# 즐거운 저녁길 (KBS전주방송총국)
홍석우의 즐거운 저녁길은 KBS전주 해피FM에서 방송했던 퇴근길 라디오 프로그램이다.

## 역사
2008년 4월 21일에 첫방송을 시작해, 2013년 4월 5일에 잠정적으로 폐지됐다가, 2014년 9월 22일 이후 1년 만에 다시 부활했으나, 2025년 1월 3일 방송을 마지막으로 17년 만에 완전히 폐지되었다.

## 역대 방송시간
| 방송 채널      | 방송 기간                          | 방송 시간                  |
| -------------- | ---------------------------------- | -------------------------- |
| KBS전주 해피FM | 2008년 4월 21일 ~ 2008년 11월 14일 | 평일 저녁 6:05 ~ 밤 8:00   |
| KBS전주 해피FM | 2010년 4월 19일 ~ 2013년 4월 5일   | 평일 저녁 6:05 ~ 밤 8:00   |
| KBS전주 해피FM | 2014년 9월 22일 ~ 2017년 2월 17일  | 평일 저녁 6:05 ~ 밤 8:00   |
| KBS전주 해피FM | 2008년 11월 17일 ~ 2010년 4월 16일 | 평일 저녁 6:05 ~ 저녁 7:35 |
| KBS전주 해피FM | 2017년 2월 20일 ~ 2025년 1월 3일   | 평일 저녁 6:00 ~ 밤 8:00   |

## 역대 DJ
- 유민경
- 정현정
- 홍석우